# ZV Orca
De Zwemvereniging Orca is een vereniging in Leeuwarden voor zwemmen en waterpolo. De vereniging werd in 1963 opgericht als opvolger van de LDZ en LDO.
ZV Orca heeft ruim 400 leden, verdeeld over de afdelingen wedstrijdzwemmen, waterpolo en zwemopleiding. De eerste selectie wedstrijdzwemmen komt uit in de landelijke hoofdklasse van de KNZB. Het eerste herenteam van de afdeling waterpolo speelt in de Bond heren tweede klasse B.
Bekendste lid van Orca is Karin Brienesse, die tijdens de Olympische Zomerspelen 1988 in Seoel zilver won met de estafetteploeg.
ZV Orca maakt gebruik van de zwembaden Blauwe Golf en Sportcentrum Kalverdijkje.